# Székesfehérvári egyházmegye
A Székesfehérvári egyházmegye (latinul: Dioecesis Albae Regalensis) a 12 magyarországi római katolikus egyházmegye egyike. Székhelye Székesfehérvár, jelenlegi vezetője Spányi Antal megyés püspök. A fiatalabb egyházmegyék közé tartozik, ugyanis 1777-ben alakult Mária Terézia királynő kezdeményezésére VI. Piusz pápa dekrétumával. Első püspöke a köztiszteletben álló séllyei Nagy Ignác volt. Katedrálisa a székesfehérvári Szent István-székesegyház.

## Történelem

### Alapítás
Az 1770-es években a Habsburg-kormányzat nagyszabású egyházigazgatási reformba kezdett Magyarországon. Mária Terézia egyrészt kezdeményezte görögkatolikus egyházmegyék felállítását (Munkács-Ungvár; Nagyvárad, Kőrös); másrészt arányosította a római katolikus egyházmegyék kiterjedését. Összevonta a szerémi és diakóvári püspökségeket 1773-ban, viszont feldarabolta a szinte irányíthatatlan méretű esztergomi érsekséget és a győri, valamint veszprémi püspökséget. Előbbi nyomán Besztercebánya, Rozsnyó és Szepeshely, utóbbiak során Szombathely és Székesfehérvár püspöki székhellyé lett. A folyamatot I. Ferenc fejezte be az egri püspökség feldarabolásával, majd kárpótlásul érseki rangra emelésével.
Az alapítások anyagi alapjait az 1773-ban feloszlatott jezsuita rend egyes birtokai adták. A Szentszék céljaival azonban nem ütköztek a tervek, így némi késéssel Rómában pápai alapító bullák is születtek, melyekben Szent Péter utóda lépett fel kezdeményezőként. Az átszervezés lehetővé tette ekkor már anakronisztikusnak számító egyházigazgatási egységek (társaskáptalanok, exemptiók) megszüntetését is.
Az új székesfehérvári püspökség fennhatósága Fejér vármegyére és Pilis vármegye korábban Veszprémhez tartozó plébániáira terjedt ki, székvárosának plébániái pedig korábban az esztergomi érseknek voltak alárendelve. Mindössze 62 plébánia tartozott az új egyházmegyéhez. A területen a hívők száma rohamosan gyarapodott: az 1778-as lélekösszeírás adati szerint 84 239 hívő élt itt, mely már messze meghaladta az 1769. évi összeírás alapján becsülhető számot. A püspökség gazdasági alapjait területének tizedjövedelmei, a Veszprémtől megszerzett budai tizedek és a korábbi kiváltságos prépostság birtokai (Sárkeresztúr és az egyházmegye határán kívül eső Tés) jelentették. Megkapta továbbá tartozékaival együtt a jezsuiták hajdani fehérvári rendházához tartozó kisebb szőlőbirtokot. Összjövedelme a legcsekélyebb volt az ország püspökségei közül, évi 18 000 forint körüli. A székeskáptalanná átalakuló és javait elvesztő társaskáptalan a volt komáromi jezsuita rendház egyházmegyében lévő birtokaival vigasztalódhatott: kárpótlásul megkapta az etyeki, a sóskúti, és a pákozd-sukorói uradalmakat. A püspökség császári alapítólevele 1777. február 17-én, a pápai bulla 1777. június 17-én kelt. Első főpásztora Séllyei Nagy Ignác lett. Az új egyházmegye székesegyházává a középkori eredetű belvárosi nagytemplomot tették meg, amelynek nagyszabású barokk renovációja nem sokkal korábban, 1771-ben fejeződött be.

### Területi és szerkezeti változások
Az egyházmegye plébániái kezdetben – megőrizve a veszprémi püspökség fennhatósága alatti szerkezetet – 2 főesperességet és 8 esperességet alkottak. A plébániák száma azonban később a demográfiai változásokat követve fokozatosan nőtt, amelyet új esperesi kerületek kialakítása is kísért. Az egyházmegye első zsinatának idején, 1924-ben számuk már 12 volt.

Mélyreható változások következtek azonban be Shvoy Lajos püspöksége idején, a 20. század második harmadában. A püspök ugyanis pápai instrukciókat követve tudatosan végiglátogatta a legkisebb filiákat is, aminek nyomában nagyszabású templomépítési és plébánia-, illetve lelkészségalapítási mozgalom bontakozott ki. A papsággal való gyorsabb és hatékonyabb kapcsolattartás reményében alapvető strukturális változtatásokról 1949-ben döntött. A plébániák megnövekedett száma és a kiépülő diktatúra szorítása egyaránt arra késztették Shvoy Lajost, hogy megnövelje az espereskerületek számát. Az egyházmegye ettől kezdve 4 főesperességre, s azon belül 22 espereskerületre tagolódott.
A püspökség területe – mivel a trianoni békeszerződést közvetlenül nem érintette – története során egyetlenegy alkalommal változott. II. János Pál pápa 1993. május 30-án kelt, Hungarorum gens kezdetű apostoli konstitúciójával átalakította a teljes magyarországi egyházmegyerendszert. E határrendezés során a székesfehérvári egyházmegye elveszítette – a Csepel-szigetiek kivételével – fővárosi és dunakanyari plébániáit. Megkapta azonban Budaörsöt az Esztergom–Budapesti főegyházmegyétől, valamint egy-egy nagyobb területet a győri egyházmegyétől Tatabánya és Oroszlány, a veszprémitől Enying és Lepsény térségében. A határrendezés után természetesen az egyházmegye belső átalakítása is megtörtént: 4 főesperességben 13 espereskerület jött létre.

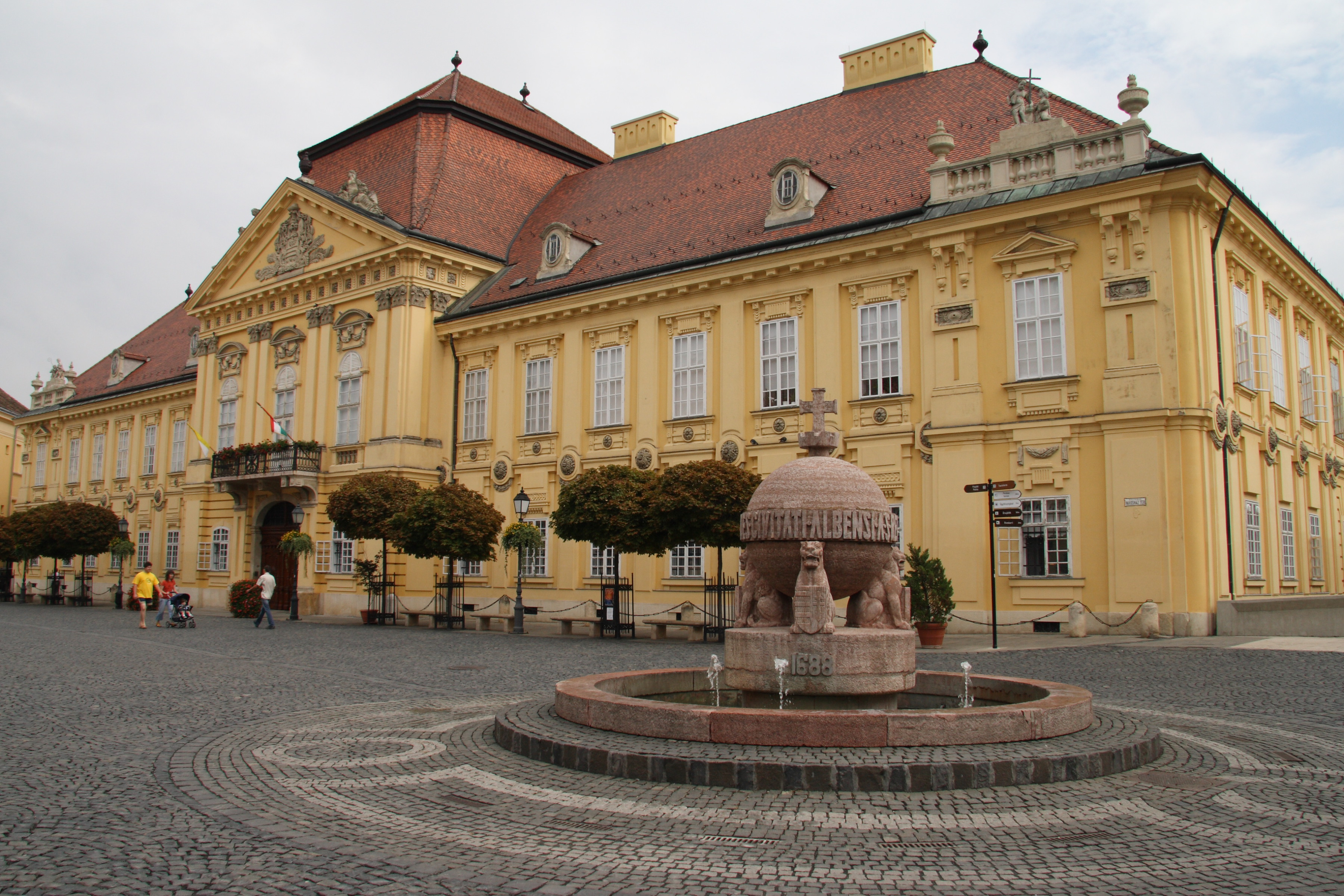
A püspöki palota, előtte az Országalma

## Szervezet

### Az egyházmegyében szolgálatot teljesítő püspökök
| Fénykép | Név, beosztás                              | Születési helye, ideje                 | Kinevezés dátuma                                                                                         |
| ------- | ------------------------------------------ | -------------------------------------- | --- |
|         | Spányi Antal székesfehérvári megyés püspök | Budapest, 1950. november 13. (74 éves) | Esztergom-budapesti segédpüspök: 1998. február 13-tól Székesfehérvári megyés püspök: 2003. április 4-től |

### Területi beosztás
A Székesfehérvári egyházmegye 5 espereskerületre tagolódik:
- I. Székesfehérvári kerület
- II. Vértesi kerület
- III. Budai kerület
- IV. Dunamenti kerület
- V. Mezőföldi kerület

### Egyházközségek, papság

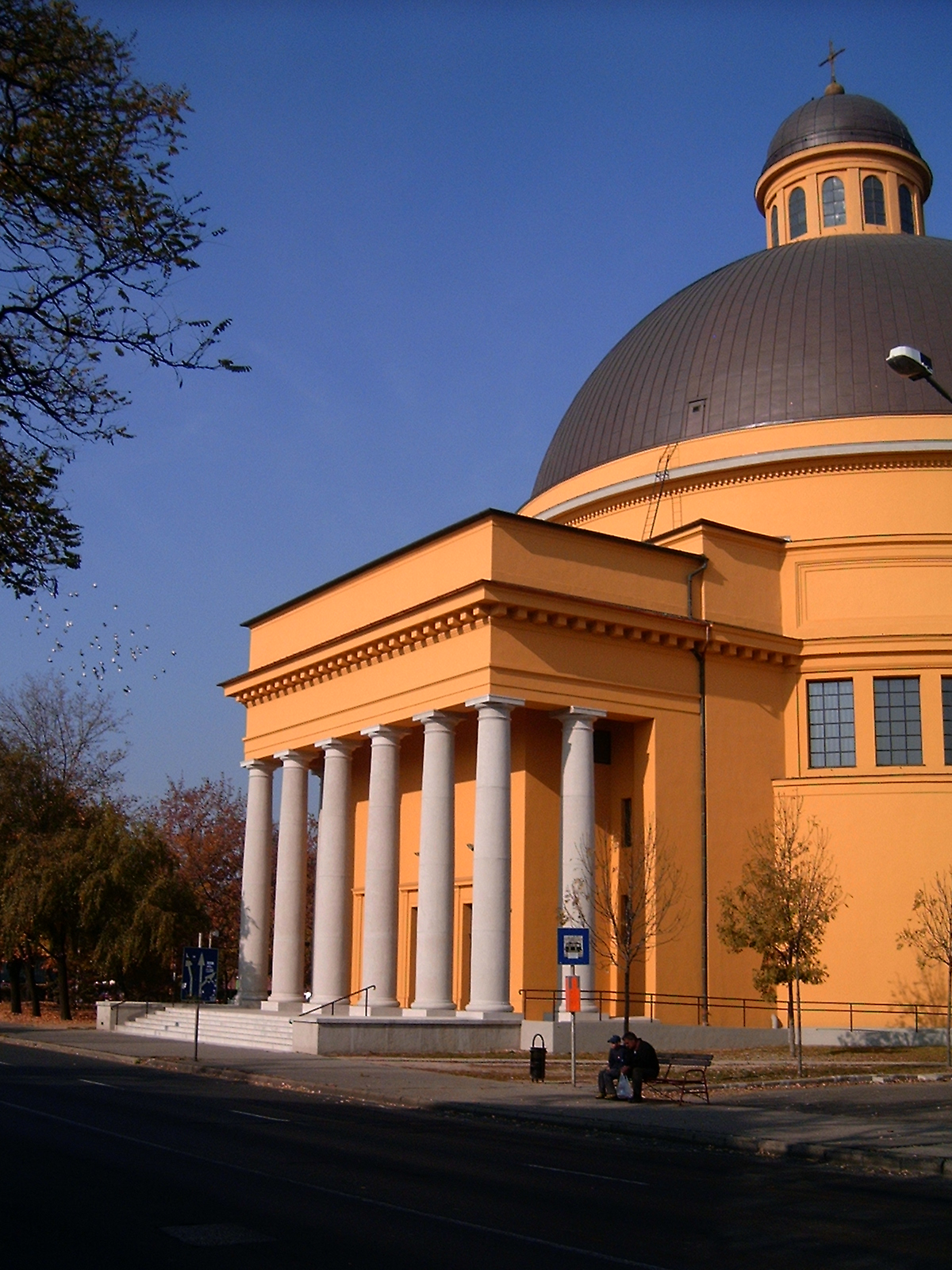
A Prohászka-templom, Prohászka püspök nyughelye

Az espereskerületekben összesen 149 egyházközség található. Az egyházközségekben 2010-ben 236 (áldozó- illetve szer)pap, valamint papnövendék teljesített szolgálatot. A papnövendékek a Központi Papnevelő Intézet tanítványai, számuk ekkor 9 fő volt. 2018-ban 10 kispapja van az egyházmegyének.

## Tevékenységek

### Hitélet
A pasztorációval a 2009-ben megalakult Pasztorális Tanács foglalkozik és irányítja az egyházmegye pasztorális életét. Hivatali tagjai:
- Elnök: Spányi Antal püspök
- Általános helynök: Kiss János kanonok, nagyprépost
- Provikárius: Hajdú Ferenc kanonok, h. esperes
- Irodaigazgató: Ugrits Tamás c. kanonok, pápai káplán

#### Búcsújáróhelyek
- Bodajk
- Budakeszi-Makkosmária
- Csobánka
- Ercsi
- Solymár
- Vértessomló